# Carlos Romero (meksykański zapaśnik)
Carlos Romero Cruz (ur. 6 lipca 1942 w Campeche) – meksykański zapaśnik walczący w stylu wolnym. Olimpijczyk z Meksyku 1968, gdzie odpadł w eliminacjach w wadze półśedniej do 78 kg.

## Letnie Igrzyska Olimpijskie 1968
| Konkurencja                 | Walki                 | Walki                 | Klas. końcowa |
| Konkurencja                 | Pierwsza runda        | Druga runda           | Miejsce       |
| --------------------------- | --------------------- | --------------------- | ------------- |
| styl wolny, waga półśrednia | Martin Heinze (GDR) P | Seo Yong-seok (KOR) P | druga runda   |